# ناسکنت
ناسکنت (به لاتین: Naskent) یک منطقهٔ مسکونی در روسیه است که در شهرستان لواشینسکی واقع شده‌است.